# Osteite
L'osteite è un processo infiammatorio acuto o cronico delle ossa di origine microbica o traumatica. Quando il processo infettivo colpisce simultaneamente l'osso e il midollo osseo si parla di osteomielite. Generalmente i germi responsabili sono i batteri piogeni (cioè quelli che producono pus). Le forme acute, generalmente provocate da Staphylococcus aureus (germe molto comune presente sulla cute); questi microorganismi provengono, trasportati dal sangue, da piccole lesioni della cute (foruncoli, ferite, morsi di animali, da tonsille infette) o dall'esposizione all'esterno dell'osso (fratture esposte - ulcere cutanee profonde). Le forme acute colpiscono in prevalenza la popolazione giovane (bambini - adolescenti) e si localizzano spesso nel ginocchio o nella spalla e insorgono subdolamente e all'improvviso con febbre, dolore intenso e ipofunzionalità del distretto osseo colpito.
In letteratura esistono forme croniche sin dall'inizio ossia che non fanno parte di un processo evolutivo; in questo caso i sintomi sono meno acuti e l'evoluzione è lenta. L'osteomielite cronica è una terribile complicanza delle fratture esposte e delle ulcere da pressione mal curate.

## Terapia
La terapia si basa sulla somministrazione di sintomatici (analgesici) e/o antibiotici; limitazione dell'uso o immobilizzazione dell'arto (apparecchio gessato per circa due settimane). L'infiammazione acuta del tessuto osseo può evolvere in lesione cronica; in questo caso è necessario asportare chirurgicamente la porzione di tessuto compromessa.